# Tewai
Tewai ist ein Ort im Süden des Tabiteuea-Atolls in den zum Inselstaat Kiribati gehörenden Gilbertinseln im Pazifischen Ozean mit einer Landfläche von 0,26 km². Er gehört zum Distrikt South Tabiteuea. 2020 hatte der Ort 295 Einwohner.

## Geographie
Tewai ist der nördlichste Ort von South Tabiteuea und liegt auf dem gleichnamigen Motu im östlichen Riffsaum, in einem Bereich mit vielen kleinen Motu. Der Ort selbst liegt zum Teil auf einer Landzunge zum Innern der Lagune. Im Ortsteil Tebukie befindet sich eine Schule. Mit dem südlich gelegenen Taungaeaka ist Tewai durch einen Damm verbunden. Im Ort gibt es ein traditionelles Versammlungshaus (Tewai Maneaba). Im Nordwesten schließen sich die Motu Arakeaka und Tetongo an. Der nächstgelegene Ort von North Tabiteuea ist Aiwa in etwa 12 km Entfernung.

## Klima
Das Klima ist tropisch heiß, wird jedoch von ständig wehenden Winden gemäßigt. Ebenso wie die anderen Orte des Tabiteuea-Atolls wird Tewai gelegentlich von Zyklonen heimgesucht.